# The Twelves
The Twelves é um projeto brasileiro de música eletrônica do gênero indie dance, formado em 2005 pela dupla de DJs e produtores musicais cariocas João Miguel e Luciano Oliveira. O nome do projeto é uma alusão ao fato de ambos terem nascidos no décimo segundo dia do mês de julho. A dupla já foi responsável por realizar remixes para artistas como Daft Punk, Asobi Seksu e Black Kids.